# SG 01 Hoechst
SG 01 Hoechst is een Duitse voetbalclub uit de Hessische stad Frankfurt am Main, meer bepaald uit het stadsdeel Höchst. De schrijfwijze Hoechst werd in 1972 ingevoerd. 

## Geschiedenis
De club werd op 6 maart 1901 opgericht als FC 1901 Höchst. De eerste wedstrijd werd met 0:2 verloren van het tweede elftal van Frankfurter FC Victoria 1899. In 1920 fuseerde de club met SV 1908 Höchst, TG 1847 Höchst en Athletenvereinigung Höchts tot TuSG 1847 Höchst. In 1924 besloot de Deutsche Turnerschaft dat sportclubs en turnclubs gescheiden moesten worden waardoor de turners zich afsplitsten als TG 1847 Höchst, de rest van de club ging verder als TSG 01 Höchst. 
In 1919 speelde de club in de hoogste klasse van de Hessense competitie. Na twee plaatsen in de betere middenmoot werd de Rijnhessen-Saarcompetitie ingevoerd, die aanvankelijk uit twee reeksen bestond en over twee seizoenen werd teruggebracht naar één reeks. In het eerste seizoen werd de club tweede in zijn groep achter SV Wiesbaden 1899 en ook in het tweede seizoen konden ze tweede worden. In de gezamenlijke competitie hield de club ook nog stand met een derde plaats, maar zakte dan weg tot een degradatie volgde in 1925/26. Nadat de Hessense competitie heringevoerd werd in 1927 speelde de club opnieuw in de hoogste klasse en werd vijfde, maar een jaar later volgde al een nieuwe degradatie. Hierna slaagde de club er niet meer in te promoveren naar de hoogste klasse. 
Na de Tweede Wereldoorlog werden alle Duitse clubs ontbonden. Op 18 november 1945 werd de club heropgericht als SG 01 Höchst. In 1970 promoveerde de club naar de Gruppenliga, toen de vierde klasse en tweede amateurklasse. In 1975 plaatste de club zich voor het eerst voor de DFB-Pokal en werd in de eerste ronde uitgeschakeld. 
In 1977 promoveerde de club naar de Oberliga Hessen, de op twee na hoogste klasse. De club eindigde in de middenmoot tot degradatie volgde in 1984. In 1987 promoveerde de club weer en werd achtste, het jaar erop zelfs vijfde. Na nog twee plaatsen in de betere middenmoot degradeerde de club opnieuw in 1992. Na twee jaar afwezigheid promoveerde Hoechst opnieuw en werd laatste. Echter door de invoering van de Regionalliga als derde klasse, vond er dat jaar geen degradatie plaats. De club herpakte zich en werd in 1997 zelfs vierde. Na een overwinning tegen SC Neukirchen in de finale van de Hessenpokal mocht de club opnieuw naar de DFB-Pokal en verloor van Energie Cottbus. In 1999 werd de club met één punt achterstand op SV Darmstadt 98 vicekampioen en miste via de eindronde de promotie naar de Regionalliga. Na twee middelmatige plaatsen volgde nog een derde plaats in 2002. 
Om financiële redenen trok de club zich, ondanks de puike prestatie, terug uit de Oberliga en ging vrijwillig in de Bezirksoberliga spelen. Echter kon dit het faillissement in 2003 niet vermijden en het eerste elftal degradeerde naar de Kreisliga A, de negende klasse. In 2010 en 2011 promoveerde de club twee keer op rij en speelt nu in de Gruppenliga, de zevende klasse.